# Aprophata notha
Aprophata notha är en skalbaggsart som först beskrevs av Newman 1842.  Aprophata notha ingår i släktet Aprophata och familjen långhorningar.
Artens utbredningsområde är Filippinerna. Inga underarter finns listade i Catalogue of Life.